# 소로카구
소로카구(루마니아어: Soroca)는 몰도바 북동부에 위치한 구로 행정 중심지는 소로카이며 면적은 1,043km2, 인구는 100,400명(2011년 기준)이다. 북쪽으로는 드니스테르강을 경계로 우크라이나와 국경을 접하며 동쪽과 남쪽으로는 플로레슈티 구, 서쪽으로는 드로키아 구, 북서쪽으로는 돈두셰니 구와 접한다.